# 「じゃあね」
「じゃあね」は2007年11月7日に発売されたGulliver Getの3枚目のシングル。

## 概要
- ボーカルのアヤヲが初めて作曲を手がけた曲でメジャー1枚目のアルバム「Gulliver Get 1 〜彩〜」先行シングル。

## 批評
CDジャーナルは当バンドの制作姿勢を「凄い」「どれをとってもハイクオリティで当バンドの世界に引き込まれる」と評した。

## 収録曲
1. 「じゃあね」
作詞：アヤヲ　作曲：アヤヲ・山本隆
2. Rain Song
作詞：アヤヲ　作曲：阪口裕一
3. A Song For You（カバー曲）